# Luis José Barcala Sierra
Luis José Barcala Sierra (Sant Joan d'Alacant, l'Alacantí, 19 de març de 1962) és un advocat i polític valencià, alcalde d'Alacant des del 19 d'abril de 2018. És besnet del diputat Luis Barcala Cervantes.

## Biografia
Nascut a Sant Joan d'Alacant, la seva infància la va viure a la casa dels seus pares, la finca Sant Lluís del carrer Colom del municipi santjoaner. El seu pare, Luis Barcala Muñoz, capità de l'Exèrcit de l'Aire d'Espanya, va morir a Albacete el 19 de novembre de 1974 en accident d'aviació als 38 anys, deixant vídua a la seva dona Amalia Sierra i orfes als seus quatre fills Luis, Carlos, Andrés i Javier. Va perdre així al seu pare quan comptava amb 12 anys.
En la seva infància va ser atleta, molt polivalent, però principalment va destacar com a velocista. En 1975 va ser campió provincial infantil de 80 metres i 300 metres, i tercer en llançament de pes, representant al col·legi Inmaculada.
Apassionat de les festes alacantines de Fogueres de Sant Joan, des de 1995 és membre de la barraca Els Chuanos. En 1998 accedí a la directiva com a vicesecretari. En 2001 es va convertir en el president de la barraca.

## Trajectòria política
En 2005 va accedir a l'executiva del Partit Popular d'Alacant com a secretari d'Estudis i Programes. El setembre de 2011 es va convertir en regidor del Partit Popular a l'Ajuntament d'Alacant després de la renúncia de José Joaquín Ripoll, que va abandonar l'acta per incompatibilitat amb el càrrec de president de l'Autoritat Portuària d'Alacant. El desembre de 2013 va passar a formar part de la Junta de Govern Local com a regidor delegat de Sanitat, Consum i Medi ambient amb Sonia Castedo com a alcaldessa. Va cessar en el seu càrrec al juny de 2015, després del pacte de govern entre el PSOE, Guanyar Alacant i Compromís, que va desallotjar al PP del govern municipal.
Es va convertir en alcalde el 19 d'abril de 2018, després del vot negatiu en la votació per a l'elecció de nova alcaldessa, la socialista Eva Montesinos, votació que va tenir lloc a causa de la imputació per prevaricació de l'anterior alcalde socialista Gabriel Echávarri. Van votar en contra seva els regidors del PP i de Ciutadans, i va haver-hi un vot en blanc d'una regidora trànsfuga de Guanyar Alacant. Això va fer que la candidata socialista no obtingués la majoria, i Barcala obtingués l'alcaldia en encapçalar la llista més votada a les eleccions de 2015. En 2019 va obtindre l'alcaldia gràcies a una coalició amb Ciutadans. En les eleccions municipals de 2023, es va quedar a un escó de la majoria absoluta, repetint com a alcalde.